# مايا زاك
مايا زاك (بالعبرية: מאיה ז"ק‏) هي فنانة إسرائيلية، ولدت في 1976 في تل أبيب في إسرائيل.